# Остаток Солоу
Остаток Со́лоу – часть прироста выпуска в экономике, которая не связана с изменением факторов производства: накоплением капитала и ростом численности рабочей силы. Назван по имени экономиста Роберта Солоу, занимавшегося теорией экономического роста.

## Определение
Рассмотрим экономику, выпуск в которой описывается производственной функцией Кобба-Дугласа {\displaystyle Y=AK^{\alpha }L^{1-\alpha }}. Выпуск в такой экономике зависит от размера капитала (производственных мощностей), количества потраченного труда и общей факторной производительности (ОФП), которая зависит от уровня технического прогресса. Тогда темпы роста выпуска {\displaystyle dY/Y} могут быть записаны следующим образом (см. Анализ источников экономического роста):
{\displaystyle g_{Y}=g_{A}+\alpha g_{K}+(1-\alpha )g_{L}}
По определению, остаток Солоу – это разность между темпами роста выпуска и темпами роста факторов производства:
{\displaystyle g_{A}\equiv g_{Y}-\alpha g_{K}-(1-\alpha )g_{L}}

## Интерпретация
Интуитивный смысл состоит в том, что все переменные и параметры в ней кроме {\displaystyle A} могут быть оценены на основе статистических данных. Тогда {\displaystyle A} включает в себя все остальные факторы, приводящие к росту выпуска. Поскольку в остаток Солоу входит все, что не связано с изменением труда и капитала, то существует множество причин, по которым остаток может со временем меняться.
1. Технический прогресс, который увеличивает общую факторную производительность.
2. Положительные Экстерналии – дополнительный эффект от накопления распространения знаний, когда разработки осуществленные одними фирмами заимствуются другими.
3. Снижение реальных (без учета инфляции) издержек, которое может быть связано с другими факторами, не учтенными напрямую в производственной функции.